# Jan De Brandt
Jan De Brandt, född 20 januari 1959, är en belgisk volleybollspelare och -tränare. 
De Brandt har varit framgångsrik i bägge rollerna. Som spelare spelade han 350 landskamper med Belgiens herrlandslag. Han blev även belgisk mästare två gånger (med Volley Aalst 1987 och 1988), belgisk cupmästare en gång (med Volley Kruikenburg Ternat 1982) och vann CEV Cup en gång (med Volley Kruikenburg Ternat 1985) en gång.
Han har varit tränare för ett stort antal klubbar och flera landslag. De största framgångarna på klubbnivå hade han med Fenerbahçe SK, med vilka han vann turkiska mästerskapet, turkiska cupen och turkiska supercupen 2010 samt nådde final i CEV Champions League samma år.